# Campeonato Mundial de Atletismo de 2005 - 200 m feminino
A competição dos 200 metros feminino no Campeonato Mundial de Atletismo de 2005 foi realizada no Estádio Olímpico, em Helsinque, na Finlândia, entre os dias 10 a 12 de agosto de 2005.

## Recordes
Antes desta competição, os recordes mundiais e do campeonato nesta prova eram os seguintes:
| Tipo                  | Atleta                   | Tempo | Local | Data                   |
| --------------------- | ------------------------ | ----- | ----- | ---------------------- |
|                       | Florence Griffith-Joyner | 21.34 | Seul  | 29 de setembro de 1988 |
| Recorde do campeonato | Silke Gladisch-Möller    | 21.74 | Roma  | 3 de setembro de 1987  |

## Medalhistas
| Ouro                | Prata                      | Bronze                |
| Allyson Felix (USA) | Rachelle Boone-Smith (USA) | Christine Arron (FRA) |

## Calendário
Todos os horários estão no horário local (UTC+2)
| Data         | Horário | Fase          |
| ------------ | ------- | ------------- |
| 10 de agosto | 12:00   | Eliminatórias |
| 11 de agosto | 18:25   | Semifinal     |
| 12 de agosto | 19:30   | Final         |

## Resultados

### Eliminatórias
Qualificação: Os 3 primeiros de cada bateria (Q) e os 4 melhores tempos (q) avançam para as semifinais.
Bateria 1
| Pos. | Atleta                 | Nacionalidade            | Tempo | Notas |
| ---- | ---------------------- | ------------------------ | ----- | ----- |
| 1    | Cydonie Mothersille    | Ilhas Caimã              | 23.72 | Q     |
| 2    | LaTasha Colander       | Estados Unidos           | 23.89 | Q     |
| 3    | LaVerne Jones-Ferrette | Ilhas Virgens Americanas | 24.12 | Q     |
| 4    | Lauren Hewitt          | Austrália                | 24.20 |       |
| 5    | Sheri-Ann Brooks       | Jamaica                  | 24.20 |       |
| 6    | Yelena Bolsun          | Rússia                   | 24.30 |       |
| 7    | Karin Mayr-Krifka      | Áustria                  | 24.61 |       |

Bateria 2
| Pos. | Atleta           | Nacionalidade    | Tempo | Notas            |
| ---- | ---------------- | ---------------- | ----- | ---------------- |
| 1    | Yulia Gushchina  | Rússia           | 22.53 | Q,               |
| 2    | Allyson Felix    | Estados Unidos   | 22.68 | Q                |
| 3    | Kim Gevaert      | Bélgica          | 22.78 | Q                |
| 4    | Natallia Solohub | Bielorrússia     | 23.16 | q                |
| 5    | Maryna Maydanova | Ucrânia          | 23.31 | q                |
| 6    | Tracy Joseph     | Costa Rica       | 24.83 | Recorde pessoal  |
| 7    | Gertrudis Luna   | Guiné Equatorial | 26.28 | Recorde nacional |

Bateria 3
| Pos. | Atleta               | Nacionalidade    | Tempo | Notas                |
| ---- | -------------------- | ---------------- | ----- | -------------------- |
| 1    | Fabienne Féraez      | Benim            | 23.72 | Q                    |
| 2    | Irina Khabarova      | Rússia           | 23.78 | Q                    |
| 3    | Rachelle Boone-Smith | Estados Unidos   | 23.78 | Q                    |
| 4    | Christine Amertil    | Bahamas          | 23.88 |                      |
| 5    | Vida Anim            | Gana             | 24.16 |                      |
| 6    | Mae Koime            | Papua-Nova Guiné | 25.31 |                      |
| 7    | Gcinile Moyane       | Essuatíni        | 27.79 | Recorde da temporada |

Bateria 4
| Pos. | Atleta                     | Nacionalidade | Tempo | Notas |
| ---- | -------------------------- | ------------- | ----- | ----- |
| 1    | Christine Arron            | França        | 22.89 | Q     |
| 2    | Veronica Campbell-Brown    | Jamaica       | 23,28 | Q     |
| 3    | Lucimar Aparecida de Moura | Brasil        | 23.36 | Q     |
| 4    | Geraldine Pillay           | África do Sul | 23.58 | q     |
| 5    | Alenka Bikar               | Eslovênia     | 23.77 | q     |
| 6    | Mercy Nku                  | Nigéria       | 23.99 |       |

### Semifinal
Qualificação: Os 4 primeiros de cada bateria (Q) avançam para as finais.
Bateria 1
| Pos. | Atleta                     | Nacionalidade  | Tempo | Notas |
| ---- | -------------------------- | -------------- | ----- | ----- |
| 1    | Christine Arron            | França         | 22.45 | Q     |
| 2    | Rachelle Boone-Smith       | Estados Unidos | 22.69 | Q     |
| 3    | LaTasha Colander           | Estados Unidos | 22.69 | Q     |
| 4    | Cydonie Mothersille        | Ilhas Caimã    | 23.13 | Q     |
| 5    | Irina Khabarova            | Rússia         | 23.26 |       |
| 6    | Lucimar Aparecida de Moura | Brasil         | 23.42 |       |
| 7    | Maryna Maydanova           | Ucrânia        | 23.78 |       |
| 8    | Geraldine Pillay           | África do Sul  | 24.22 |       |

Bateria 2
| Pos. | Atleta                  | Nacionalidade            | Tempo | Notas |
| ---- | ----------------------- | ------------------------ | ----- | ----- |
| 1    | Allyson Felix           | Estados Unidos           | 22.90 | Q     |
| 2    | Kim Gevaert             | Bélgica                  | 22.97 | Q     |
| 3    | Veronica Campbell-Brown | Jamaica                  | 23.02 | Q     |
| 4    | JYulia Gushchina        | Rússia                   | 23.10 | Q     |
| 5    | Fabienne Féraez         | Benim                    | 23.29 |       |
| 6    | Natallia Solohub        | Bielorrússia             | 23.62 |       |
| 7    | LaVerne Jones-Ferrette  | Ilhas Virgens Americanas | 23.62 |       |
| 8    | Alenka Bikar            | Eslovênia                | 23.94 |       |

### Final
A final ocorreu dia 12 de agosto às 19:30.
| Pos.              | Atleta                  | Nacionalidade  | Tempo | Notas |
| ----------------- | ----------------------- | -------------- | ----- | ----- |
| Medalha de ouro   | Allyson Felix           | Estados Unidos | 22.16 |       |
| Medalha de prata  | Rachelle Boone-Smith    | Estados Unidos | 22.31 |       |
| Medalha de bronze | Christine Arron         | França         | 22.31 |       |
| 4                 | Veronica Campbell-Brown | Jamaica        | 22.38 |       |
| 5                 | LaTasha Colander        | Estados Unidos | 22.66 |       |
| 6                 | Yulia Gushchina         | Rússia         | 22.75 |       |
| 7                 | Kim Gevaert             | Bélgica        | 22.86 |       |
| 8                 | Cydonie Mothersille     | Ilhas Caimã    | 23.00 |       |

Legenda
| Recorde mundial       | Recorde mundial (World record)               |                       | Recorde africano                      | Recorde africano (African) |                                           | Q | Classificado por posição (Qualified) |
| Recorde do campeonato | Recorde do campeonato (Championship record)  | Recorde da América    | Recorde da América (Americas)         | q                          | Classificado por melhor tempo (Qualified) |   |                                      |
| Melhor marca do ano   | Melhor marca do ano (World leading)          | Recorde asiático      | Recorde asiático (Asian)              | DNS                        | Não largou (Did not start)                |   |                                      |
| Recorde nacional      | Recorde nacional (National record)           | Recorde europeu       | Recorde europeu (European)            | DNF                        | Não terminou (Did not finish)             |   |                                      |
| Recorde pessoal       | Recorde pessoal do atleta (Personal best)    | Recorde da Oceania    | Recorde da Oceania (Oceania)          | DSQ / DQ                   | Desclassificado (Disqualified)            |   |                                      |
| Recorde da temporada  | Recorde da temporada do atleta (Season best) | Recorde sul-americano | Recorde sul-americano (South America) | NM                         | Sem marca (No mark)                       |   |                                      |